# Els informes de Sarah i Saleem
Els informes de la Sarah i el Saleem (originalment en anglès: The Reports on Sarah and Saleem) és una pel·lícula del director Muayad Alayan inspirada en fets reals. S'ha doblat al català.

## Sinopsi
Jerusalem: la convivència entre jueus i palestins a la seva vida quotidiana és molt difícil. En aquest context social complicat, un afer entre una dona israeliana i un home palestí adquireix les dimensions d'un veritable cas polític.

## Recepció
Entre altres premis, ha rebut el premi del públic Huber Bals i el premi especial del jurat al Festival de Rotterdam.